# Playa de Suacasa
La Playa de Suacasa (también conocida como playa de Cacharela) está situada en la parroquia de Teis, en el municipio gallego de Vigo.

## Características
Pequeña playa localizada entre el arenal de Mende y la playa de Area Longa, no habilitada para el baño y frecuentada por pescadores. Cuenta con unos 44 metros de largo y las pleamares cubren sus arenas. Poco frecuentada debido a que se encuentra flanqueada por dos buenos arenales. Por sus proximidades pasan los límites entre los municipios de Vigo y Redondela.

## Accesos
Acceso rodado a partir de la siguiente playa de Area Longa del núcleo de población de Chapela, tomando dirección oeste.

## Otros
Paseo litoral. Puerto deportivo en las proximidades.